# Dionda serena
Dionda serena är en fiskart som beskrevs av Girard, 1856. Dionda serena ingår i släktet Dionda och familjen karpfiskar. Inga underarter finns listade i Catalogue of Life.